# Ернесто Алонсо
Ернесто Алонсо (на испански: Ernesto Alonso) е мексикански актьор, режисьор и продуцент в киното и телевизията.
Има ключова роля в историята на мексиканските теленовели, продуцирайки 157 теленовели, затова е получил и прякора Г-н Теленовела. Ернесто Алонсо е брат на бикобореца Алфонсо Рамирес Алонсо и чичо на актьора Хосе Алонсо.

## Биография
Ернесто Алонсо е роден на 28 февруари 1917 г. в град Агуаскалиентес. Още от дете мечтае да стане актьор. Първи стъпки към актьорската кариера прави след като започва да учи театър и изящни изкуства. На 20-годишна възраст участва във филма La Zandunga, единствения филм, който Лупе Велес снима в Мексико. Неговата голяма възможност идва, когато театралната компания на сестрите Бланч преминава през Агуаскалиентес. Исабел и Анита Бланч взимат от младия Ернесто грамофон и, знаейки, че той мечтае да стане актьор, го завеждат в град Мексико.
Вече в столицата, Ернесто Алонсо влиза в света на киното с La gallina clueca заедно актрисата Сара Гарсия. Въпреки че през 40-те години участва в над 15 филма, големият му триумф е през 50-те години, когато играе мексиканския мъченик Сан Фелипе де Хесус в едноименния филм. През същото десетилетие Алонсо се утвърждава като актьор благодарение на филмите Otra primavera, където си партнира с Либертад Ламарке, Къща за кукли, в който участва с Марга Лопес, и филмите Брулени хълмове и Престъпният живот на Арчибалдо де ла Крус, режисирани от Луис Бунюел.
Първата теленовела, която продуцира, е Внимавай с ангела от 1959 г., а последната – Прегради пред любовта от 2005 г. Сред най-известните му продукции са Право на раждане, Ти или никоя, Проклятието, Сватби по омраза, С чиста кръв, Другата и Любовта ми е моят грях.
Ернесто Алонсо е единственият продуцент на т.нар. исторически теленовели, чиито сюжети са свързани с различни исторически събития на Мексико, като: Път към славата, Водачите, Каретата, Бурята, Полетът на орела и Запален факел.
Ернесто Алонсо е учител на продуцентите Карла Естрада, Луси Ороско и Карлос Сотомайор. Ернесто Алонсо е продуцентът, въвел в света на телевизията произведенията на мексиканската писателка Каридад Браво Адамс, които през десетилетията са адаптирани многократно. Алонсо режисира 30 от продукциите си, като първата е Внимавай с ангела от 1959 г., а последната – Брулени хълмове от 1979 г.
Още от самото начало на продуцентската си кариера, Ернесто Алонсо търси нови таланти. Сред откритията му са Хорхе Риверо, Едуардо Яниес, а също и племенникът му Хосе Алонсо. При получаването на награда от церемонията Награди TVyNovelas за теленовелата Любовен облог, актьорът Фабиан Роблес благодари на Ернесто Алонсо за вратите, които му отворил към света на теленовелите.
Приносът и човешките качества на Алонсо са признати от хората от различни поколения – той е приятел и с младите актьори. Приятелството му с Мария Феликс било легендарно – убедил я да вземе участие в единствената теленовела, в която Феликс участва – Конституцията). Друго голямо приятелство имал с актрисата Мирослава Стърн, която се самоубива през 1955 г. (според самия Алонсо, актрисата преживява дълга депресия, която я е довела до такова трагично решение, и докато заснемат Престъпният живот на Арчибалдо де ла Крус, тя му казва, че ако не го направи по време на филма е заради приятелството им).
Смъртта на така наречения „Г-н Теленовела“ затваря глава в историята на жанра, с уникален знак за качество, който Ернесто Алонсо налага върху мексиканската теленовела.

## Кариера

### Изпълнителен продуцент
- Прегради пред любовта (2005-2006)
- Любовта ми е моят грях (2004)
- Другата (2002)
- Цената на любовта ти (2000-2001)
- Лабиринти на страстта (1999-2000)
- Разногласие (1997-1998)
- Запален факел (1996)
- Полетът на орела (1994-1995)
- Триъгълник (1992)
- Усмивката на дявола (1992)
- В капан (1991-1992)
- Аз купувам тази жена (1990)
- Лице от миналото ми (1989-1990)
- Бяло и черно (1989)
- Нова зора (1988-1989)
- Оковани (1988-1989)
- Виктория (1987-1988)
- Пътят към славата (1987)
- Цената на славата (1987)
- Прокълнато наследство (1986-1987)
- Измамата (1986)
- С чиста кръв (1985-1986)
- Ти или никоя (1985)
- Анхелика (1985)
- Предателство (1984-1985)
- Ти си моята съдба (1984)
- Сватби по омраза (1983-1984)
- Проклятието (1983-1984)
- В търсене на Рая (1982-1983)
- Любовта никога не умира (1982)
- В края на дъгата (1982)
- Право на раждане (1981-1982)
- Обичай ме винаги (1981-1982)
- Странните пътища на любовта (1981-1982)
- Да се научиш да обичаш (1980-1981)
- Горещо живея (1980-1981)
- Споделена тайна (1980)
- Проблемите на един лекар (1980)
- Момичето от квартала (1979-1980)
- Врагът (1979)
- Известна жена (1979-1980)
- Забранена любов (1979-1980)
- Красавицата и Звяра (1979)
- Яра (1979)
- Брулени хълмове (1979)
- Писма за жертва (1978)
- Любовен грях (1978-1979)
- Запалени страсти (1978-1979)
- Заветът на любовта (1977-1978)
- Диво сърце (1977-1978)
- Противоположни светове (1976-1977)
- Утре ще бъде друг ден (1976-1977)
- Непростимо (1975-1976)
- Палома (1975)
- Чудото на живота (1975-1976)
- Изворът на чудесата (1974)
- Шофьорът (1974)
- Земята (1974-1975)
- Ана от въздуха (1974)
- Хиената (1973-1974)
- През мъглата (1973)
- Непознат в града (1973-1974)
- Писма без получател (1973)
- Близначките (1972)
- Зверовете (1972)
- Булчински воал (1971)
- Правото на децата (1971)
- Маските (1971)
- Италианско момиче идва да се омъжи (1971-1973)
- Кръстът на Мариса Крусес (1970-1971)
- Усмивката на дявола (1970)
- Конституцията (1970)
- Знам, че никога (1970)
- Дневникът на една дама (1969)
- Любовта ми към теб (1969)
- Мост на любовта (1969)
- Не вярвам на мъжете (1969)
- Отвъд мъката (1969)
- Портретът на Дориан Грей (1969)
- Без думи (1969)
- Водачите (1968)
- В търсене на рая (1968)
- Легенда за Мексико (1968)
- Агеда (1968)
- Отец Гуерника (1968)
- Границата (1967)
- Любов в пустинята (1967)
- Мечтай с мен (1967)
- Съдът от дацата ни (1967)
- Любовна измама (1967)
- Между сенките (1967)
- Горчиви сълзи (1967)
- Цветът на кожата ти (1967)
- Дебора (1967)
- Забраненото (1967)
- По-силни от любовта (1966)
- В двора на Тлакепаке (1966)
- Кристина Гусман (1966)
- Причина да живееш (1966)
- Диво сърце (1966)
- Събуждането (1966)
- Любов и гордост (1966)
- Бластящ мираж (1966)
- Търсене (1966)
- Право на раждане (1966)
- Ти си непознат (1965)
- Кристален мост (1965)
- Лъжата (1965)
- Убежище (1965)
- Тайната на изповедта (1965)
- Пропастта (1965)
- Максимилиан и Шарлота (1965)
- Валерия (1965)
- Една жена (1965)
- Спешно обаждане (1965)
- Марина Лавайе (1965)
- Брулени хълмове (1964)
- Историята на един страхливец (1964)
- Страстна (1964)
- Разногласие (1964)
- Къща за гости (1964)
- Габриела (1964)
- Мексико 1900 (1964)
- Големи илюзии (1963)
- Агонията на любовта (1963)
- Съдба (1963)
- Трите лица на жената (1963)
- Моделите (1963)
- Доня Макабра (1963)
- Сбогом, любов моя (1962)
- Страхливецът (1962)
- Разходка (1962)
- Малки жени (1962)
- Марсела (1962)
- Вихрушка (1962)
- Затворница (1962)
- Актрисата (1962)
- Сестра Хуана Инес де ла Крус (1962)
- Окован (1962)
- Мумиите на Гуанхуато (1962)
- Ханина (1962)
- Славата е зад гърба (1962)
- Откраднат живот (1961)
- Лъвицата (1961)
- Разведени (1961)
- Марианела (1961)
- Врагът (1961)
- Мъгла (1961)
- Любовна измама (1961)
- Счупен компас (1961)
- Близначките (1961)
- Златната жена (1960)
- Две лица има съдбата (1960)
- Бели стени (1960)
- Къщата на омразата (1960)
- Любовни писма (1960)
- Огледалото на сенките (1960)
- Другият (1960)
- Внимавай с ангела (1959)

### Актьор

#### Филми
- A propósito de Buñuel (2000) .... Себе си (документален филм)
- El maleficio II (1986) .... Енрике де Мартино
- México de mis amores]] (1979) .... Разказвач
- Coronación (película de 1976)|Coronación]] (1976) .... Андрес Авалос
- La torre de marfil (1958)
- Con quién andan nuestras hijas (1956) .... Едуардо Риос
- Престъпният живот на Арчибалдо де ла Крус (1955) .... Арчибалдо де ла Крус
- Maternidad imposible (1955)
- Una mujer en la calle (1955) .... Хосе Луис
- Брулени хълмове (1954) .... Едуардо
- Casa de muñecas (1954) .... Едуардо Ангиано
- Orquídeas para mi esposa (1954) .... Рикардо дел Рио
- Reportaje (1953) .... Лекарят
- La cobarde (1953) .... Артуро
- Mujer de medianoche (1952) .... Уго
- El puerto de los siete vicios (1952)
- La mujer sin lágrimas (1951) .... Карлос
- Trotacalles (1951) .... Родолфо
- Забравените (1950) .... Глас в началото на филма
- Mala hembra (1950)
- Las joyas del pecado (1950)
- Otra primavera (1950) .... Артуро Монтесинос
- San Felipe de Jesús (1949) .... Сан Фелипе де Хесус
- La dama del velo (1949) .... Кристобал Гомес Пеня
- El precio de la gloria (1949) .... Алберто Рейес
- El gallero (1948) .... Тринидад
- Crimen en la alcoba (1946) .... Федерико Аларкон
- La mujer de todos (1946) .... Карлос
- Bodas trágicas (1946) .... Октавио
- La pajarera (1945) .... Бернардо
- El monje blanco (1945)
- El jagüey de las ruinas]] (1945) .... Рамон
- Marina (1945) .... Паскуал
- La corte de faraón (1943) .... Миселино
- El globo de Cantolla (1943) .... Приятелят на Мария
- El jorobado (1943) .... Фелипе де Гонсага
- El padre Morelos (1943)
- La virgen que forjó una patria (1942) .... Капитан Игнасио Айенде
- Historia de un gran amor (1942) .... Сакристан
- La gallina clueca (1941) .... Роберто
- Papacito lindo (1939)
- La Zandunga (1937)

### Теленовели
- Любов и омраза (2002) .... Отец Абад
- Прегърни ме много силно (2000-2001) .... Отец Боско
- Със същото лице (1995) .... Мелчор Салдивар
- Бяло и черно (1989) .... Анхел де Кастро/Силвио де Кастро
- Проклятието (1983-1984) .... Енрике де Мартино
- Да се научиш да обичаш (1980-1981) .... Сесар Пеняранда
- Любовен грях (1978-1979) .... Мигел Анхел
- Диво сърце (1977-1978) .... Разказвач
- Противоположни светове (1976-1977) .... Клаудио де ла Мора
- Земята (1974-1975) .... Дон Антонио
- Писма без получател (1973) .... Дон Марсело
- Конституцията (1970) .... Белисарио Домингес
- Любовен мост (1969)
- Отвъд мъката (1969) .... Октавио Дуран
- Легенда за Мексико (1968) .... Дон Хуан Мануел
- Кристина Гусман (1966) .... Габриел
- Трите лица на жената (1963) .... Клаудио
- Моделите (1963)
- Страхливецът (1962) .... Артуро
- Мумиите на Гуанхуато (1962)
- Лъвицата (1961)
- Мъгла (1961)
- Любовни писма (1960)

### Режисьор
- Брулени хълмове (1979)
- Врагът (1979)
- Момичето от квартала (1979)
- Каретата (1972)
- Италианско момиче идва да се омъжи (1971-1973)
- Булчински воал (1971)
- Конституцията (1970)
- Портретът на Дориан Грей (1969)
- Не вярвам на мъжете (1969)
- Без думи (1969)
- Дебора (1967)
- Бурята (1967)
- Между сенките (1967)
- Любовна измама (1967)
- Границата (1967)
- Диво сърце (1966)
- Кристина Гусман (1966)
- Право на раждане (1966)
- Бластящ мираж (1966)
- По-силни от любовта (1966)
- Пропастта (1965)
- Убежище (1965)
- Лъжата (1965)
- Максимилиан и Шарлота (1965)
- Тайната на изповедта (1965)
- Страстна (1964)
- Къща за гости (1964)
- Габриела (1964)
- Доня Макабра (1963)
- Трите лица на жената (1963)
- Сбогом, любов моя (1962)
- Вихрушка (1962)
- Ханина (1962)
- Актрисата (1962)
- Страхливецът (1962)
- Малки жени (1962)
- Сестра Хуана Инес де ла Крус (1962)
- Любовна измама (1961)
- Лъвицата (1961)
- Откраднат живот (1961)
- Две лица има съдбата (1960)
- Огледалото на сенките (1960)
- Къщата на омразата (1960)
- Внимавай с ангела (1959)

## Награди и номинации
Награди TVyNovelas
Като продуцент
| Година | Категория            | Теленовела             | Резултат  |
| ------ | -------------------- | ---------------------- | --------- |
| 2004   | Най-добра теленовела | Любовта ми е моят грях | Номиниран |
| 2003   | Най-добра теленовела | Другата                | Печели    |
| 2000   | Най-добра теленовела | Лабиринти на страстта  | Печели    |
| 1997   | Най-добра теленовела | Запален факел          | Номиниран |
| 1995   | Най-добра теленовела | Полетът на орела       | Номиниран |
| 1991   | Най-добра теленовела | Аз купувам тази жена   | Номиниран |
| 1991   | Най-добра продукция  | Аз купувам тази жена   | Печели    |
| 1989   | Най-добра теленовела | Оковани                | Номиниран |
| 1988   | Най-добра теленовела | Пътят към славата      | Номиниран |
| 1988   | Най-добра теленовела | Виктория               | Номиниран |
| 1987   | Най-добра теленовела | Прокълнато наследство  | Номиниран |
| 1986   | Най-добра теленовела | С чиста кръв           | Печели    |
| 1986   | Най-добра теленовела | Анхелика               | Номиниран |
| 1986   | Най-добра теленовела | Ти или никоя           | Номиниран |
| 1985   | Най-добра теленовела | Предателство           | Печели    |
| 1984   | Най-добра теленовела | Сватби от омраза       | Печели    |
| 1984   | Най-добра теленовела | Проклятието            | Номиниран |
| 1983   | Най-добра теленовела | Право на раждане       | Печели    |

Като актьор
| Година | Категория                      | Теленовела   | Резултат |
| ------ | ------------------------------ | ------------ | -------- |
| 1990   | Най-добър пръв актьор          | Бяло и черно | Печели   |
| 1984   | Най-добър актьор в главна роля | Проклятието  | Печели   |

Други
- Специална награда за изключителни постижения (Награди TVyNovelas 2005)
- Актьорска кариера (Награди TVyNovelas 1986)
- Специална награда за актьорска кариера (Награди TVyNovelas 1983)

Награди INTE
| Година | Категория            | Проект  | Резултат  |
| ------ | -------------------- | ------- | --------- |
| 2003   | Най-добра теленовела | Другата | Номиниран |

- Институт за местни езици (2005) Признание към Ернесто Алонсо заради говоренето на персонажа му езика нахуатъл в теленовелата Прегради пред любовта[3]

Награди Heraldo
| Година | Категория            | Теленовела       | Резултат |
| ------ | -------------------- | ---------------- | -------- |
| 1995   | Най-добра теленовела | Полетът на орела | Печели   |

Награди La Maravilla
| Година | Категория                           | Теленовела  | Резултат |
| ------ | ----------------------------------- | ----------- | -------- |
| 1984   | Най-добра теленовела                | Проклятието | Печели   |
| 1984   | Най-добър актьор в отрицателна роля | Проклятието | Печели   |

Награди Ariel
| Година | Категория        | Филм                                      | Резултат  |
| ------ | ---------------- | ----------------------------------------- | --------- |
| 2006   | Златен Ариел     | Филмово творчество                        | Печели    |
| 1956   | Най-добър актьор | Престъпният живот на Арчибалдо де ла Крус | Номиниран |

## Документални
- Ернесто Алонсо, геният на теленовелата (2000), режисьор Артуро Перес Веласко